# Екзотичний сад Монако
Екзотичний сад Монако (фр. Jardin exotique de Monaco) — ботанічний сад у Монако.
Проект саду розроблений інженером Луї Нотарі за замовленням князя Монако Луї II у кінці XIX століття. Сад був відкритий для публіки у 1931 році, але тільки у 1933 році він відкритий офіційно.

## Графік роботи
Екзотичний сад Монако відкритий щоденно, за винятком 19-го листопада (Національний день) і 25 грудня (Різдво).
- Січень: 9:00 — 17:00.
- Лютий-квітень: 9:00 — 18:00.
- Травень-вересень: 9:00 — 19:00.
- Жовтень: 9:00 — 17:00.
- Листопад-грудень: 9:00 — 17:00.

## Опис ботанічного саду
У екзотичному саду росте близько 2000 видів рослин, у тому числі 1000 видів сукулентів (кактусові, алое, Alluaudia, літопси, конофітуми, пахіподіуми). Також в саду представлені молочайні і флора Середземномор'я.
У саду акліматизовані рослини з посушливих регіонів світу (південний захід США, Мексика, Центральна і Південна Америка, Південна і Східна Африка, Аравійський півострів). Рослини в саду цвітуть практично протягом усього року залежно від місця походження кожного виду: взимку — алое і африканська красула, навесні і влітку — більшість кактусів.
Найстаріша рослина саду — ехінокактус Грузона, йому більше 150 років. Серед найстаріших рослин також деякі цереуси з Мексики і Аргентини, так звані «свічки», висота яких перевищує 10 метрів.
У нижній частині саду, на висоті 98 метрів, знаходиться вхід в підземний грот, який має назву «Печера обсерваторії». Вглиб печери ведуть 300 сходинок — до рівня 40 метрів над рівнем моря. Природа прикрасила карстову печеру напливами, сталактитами і сталагмітами. Температура в печері дорівнює 20 градусам протягом усього року.
Сад має кілька оглядових майданчиків з яких відкривається чудовий вид на сам сад, на місто Монако, порт Фонтвілль і Італійську Рів'єру.
Екзотичний сад здійснює обмін насінням з майже 500 ботанічними садами світу.
Сад має також бібліотеку, що спеціалізується на сукулентах.
З 1 квітня по 30 вересня у саду відкритий магазин з продажу рослин.

## Галерея

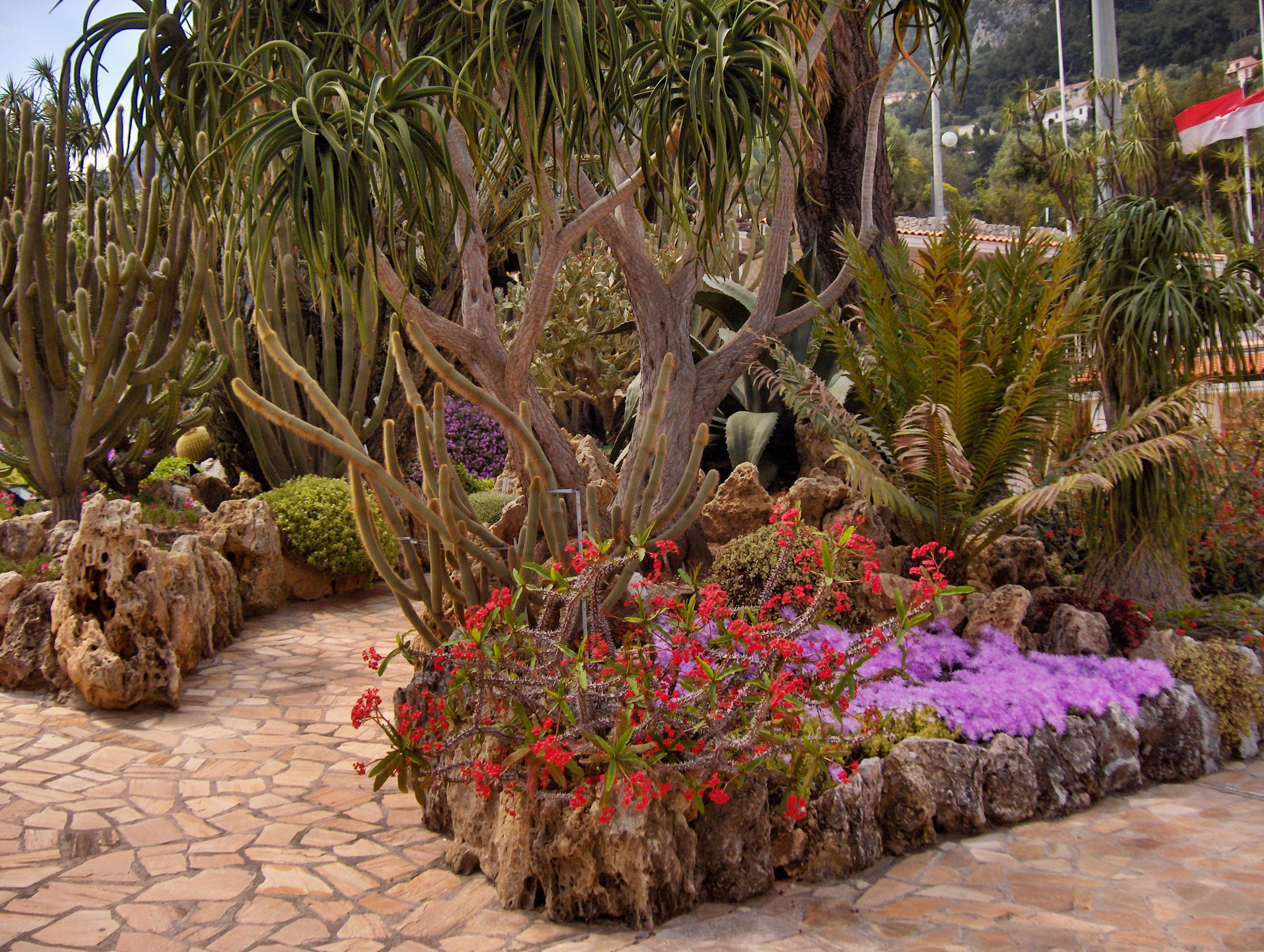
У екзотичному саду
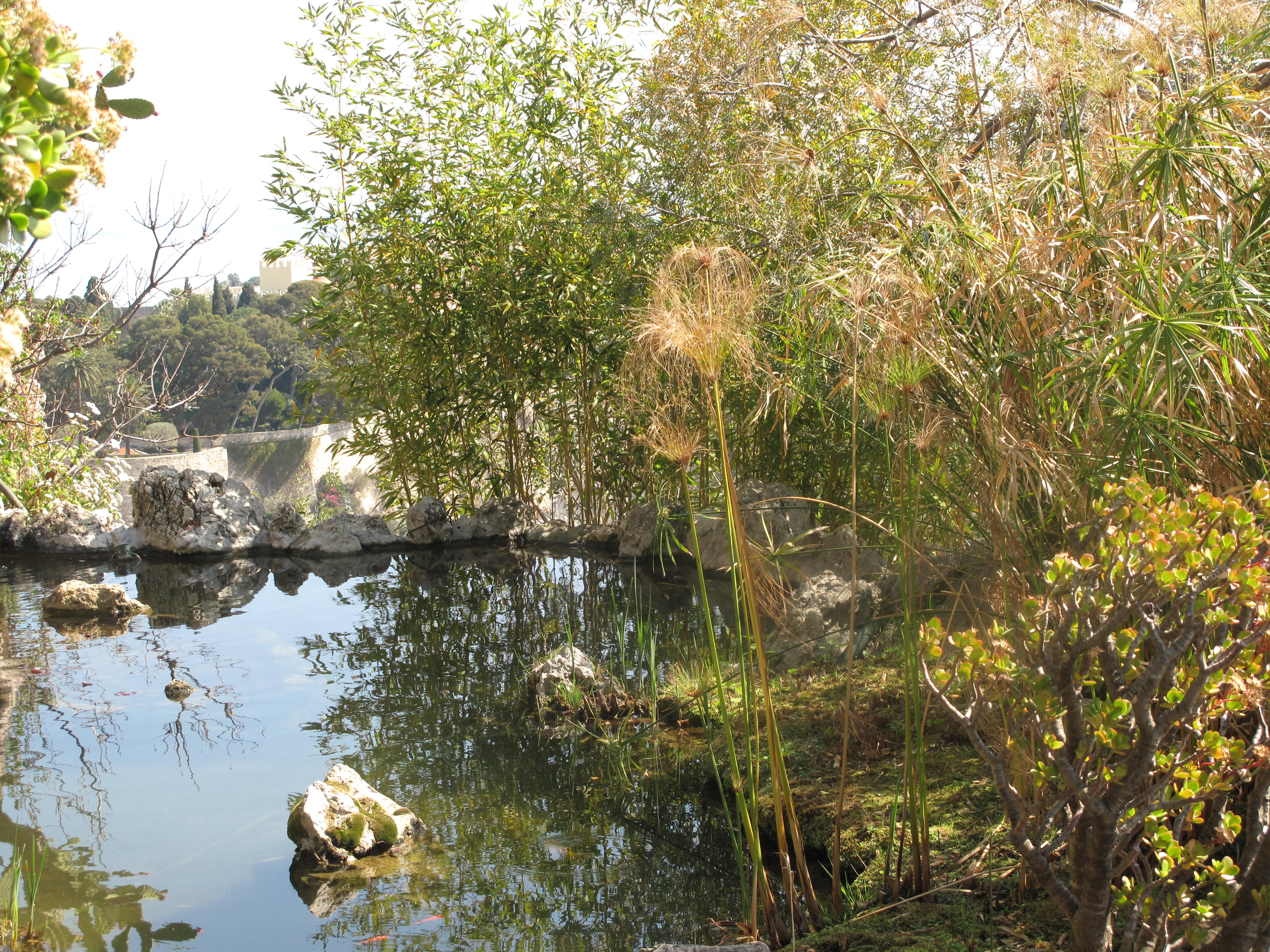
Ставок з рибками
Вид з екзотичного саду на Монако
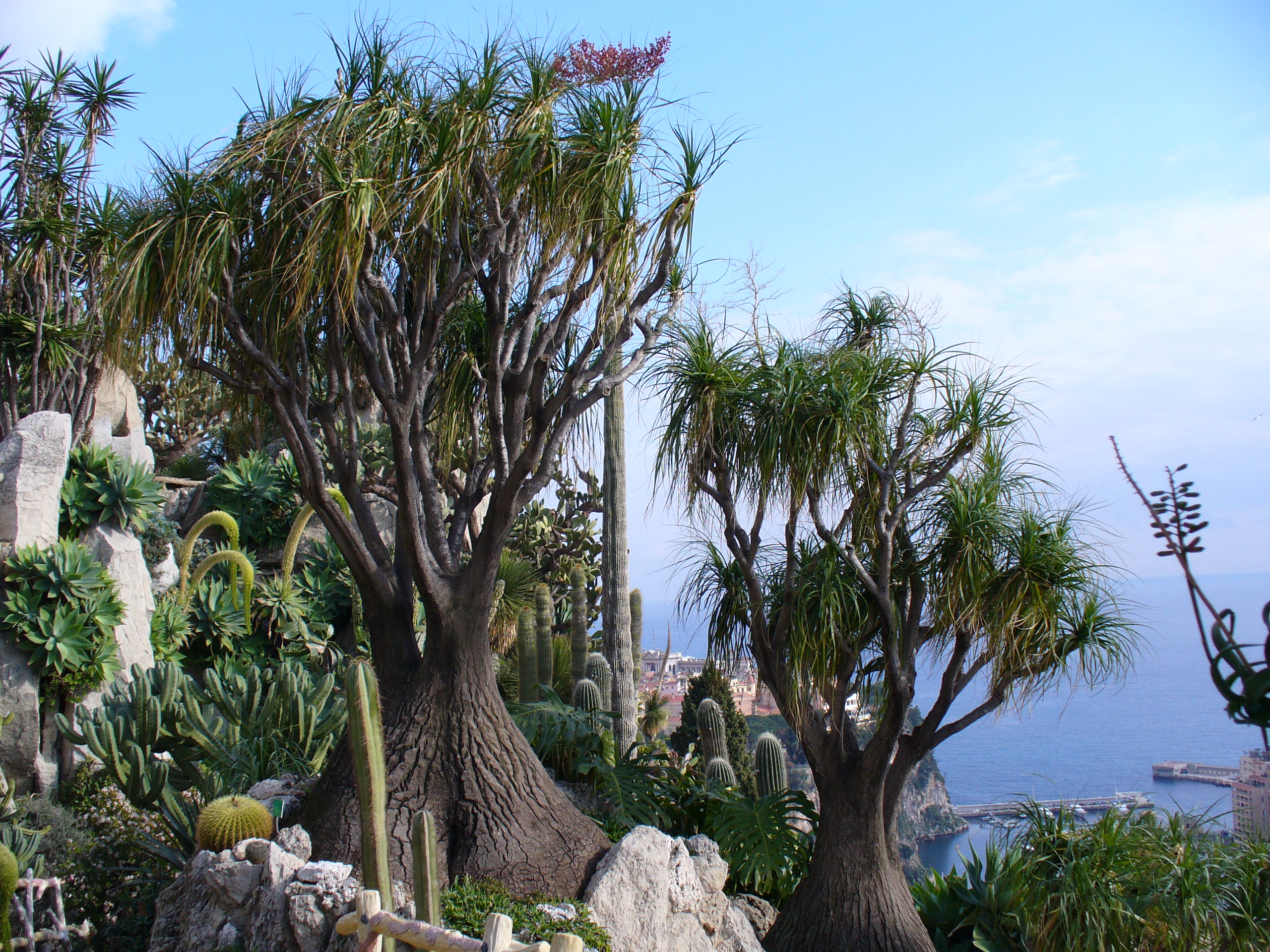
Вид на Середземне море
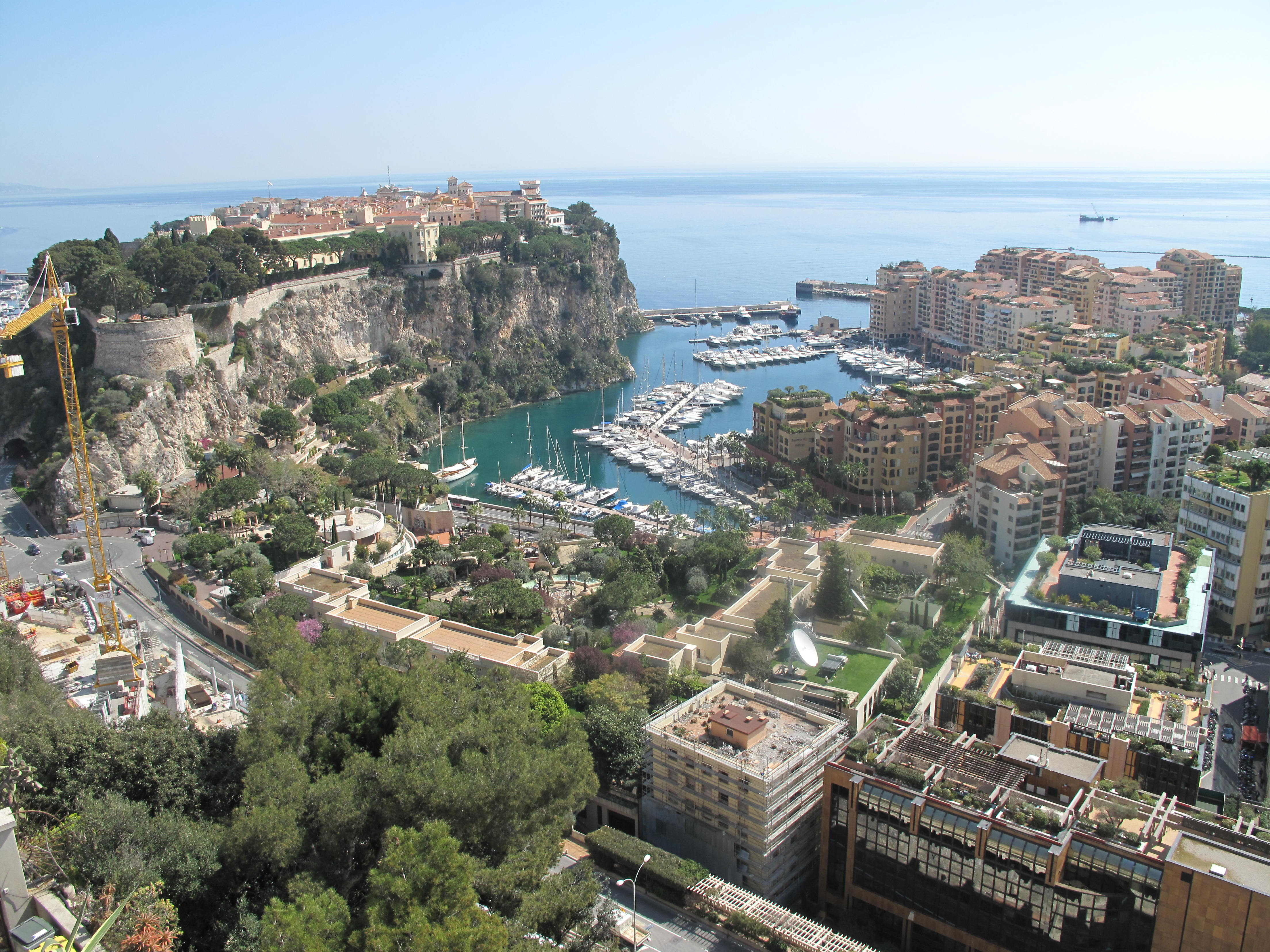
Вид на порт Фонтвілль
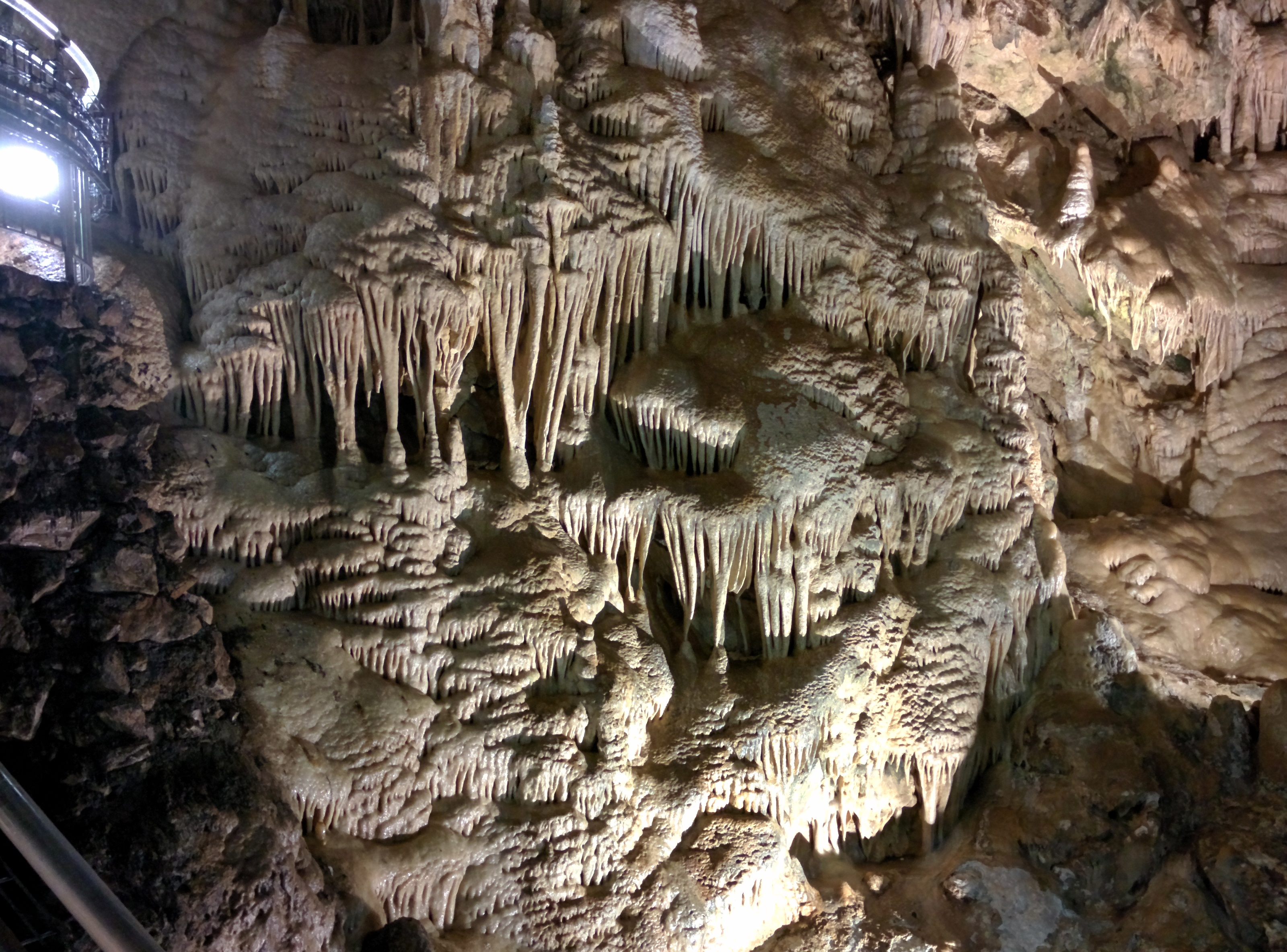
Печера обсерваторії
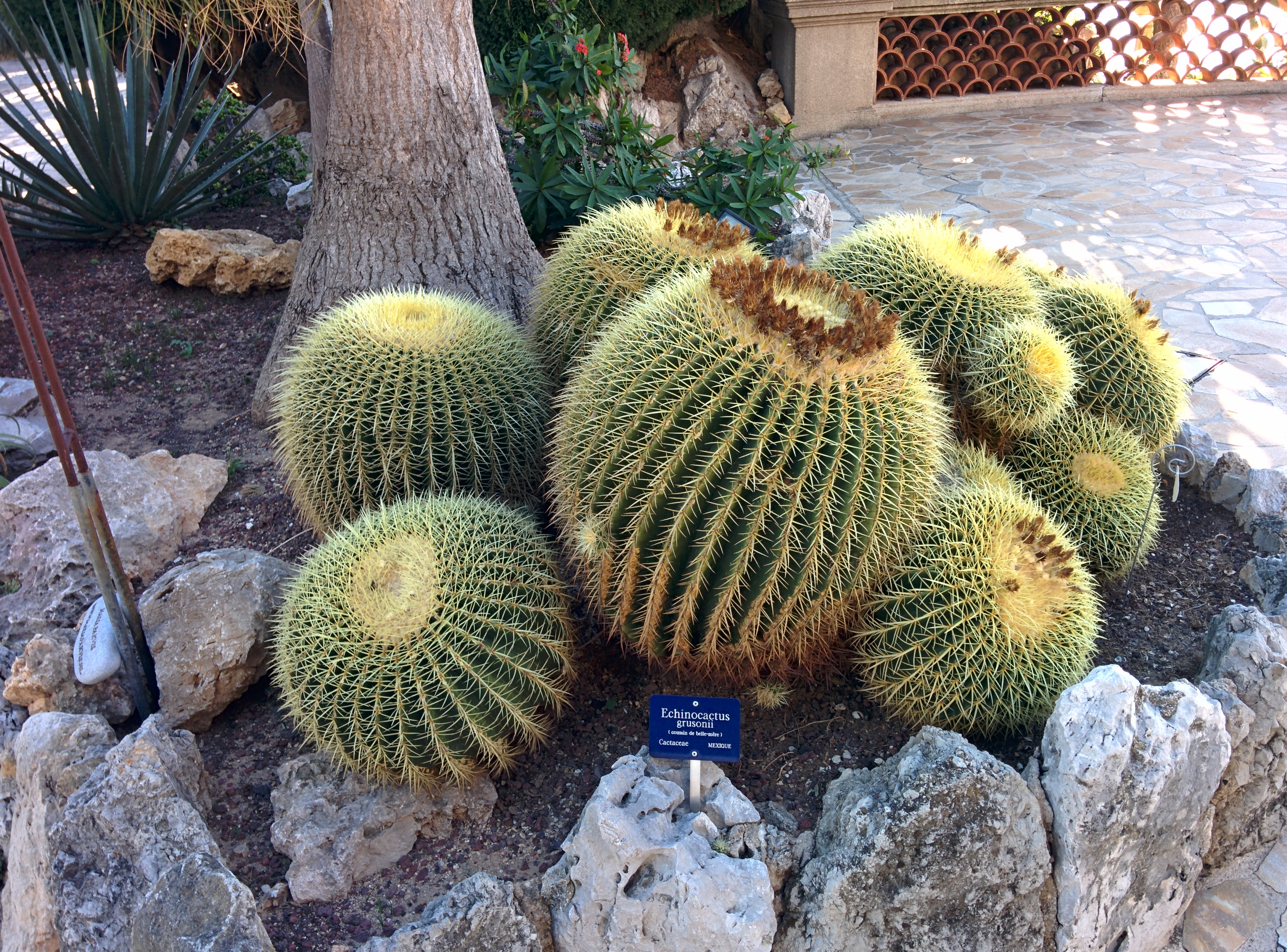
Ехінокактус Грузона
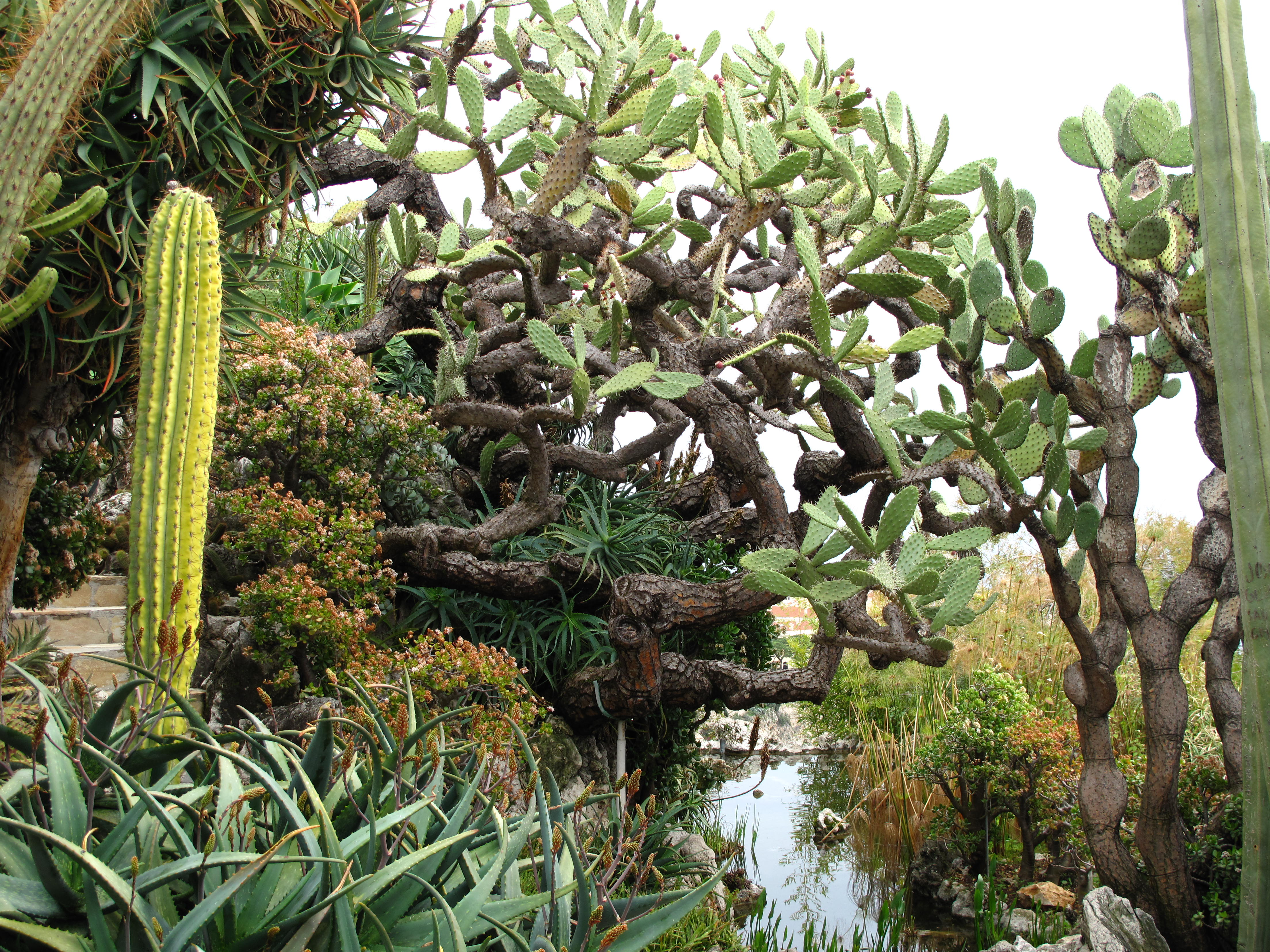
Опунція
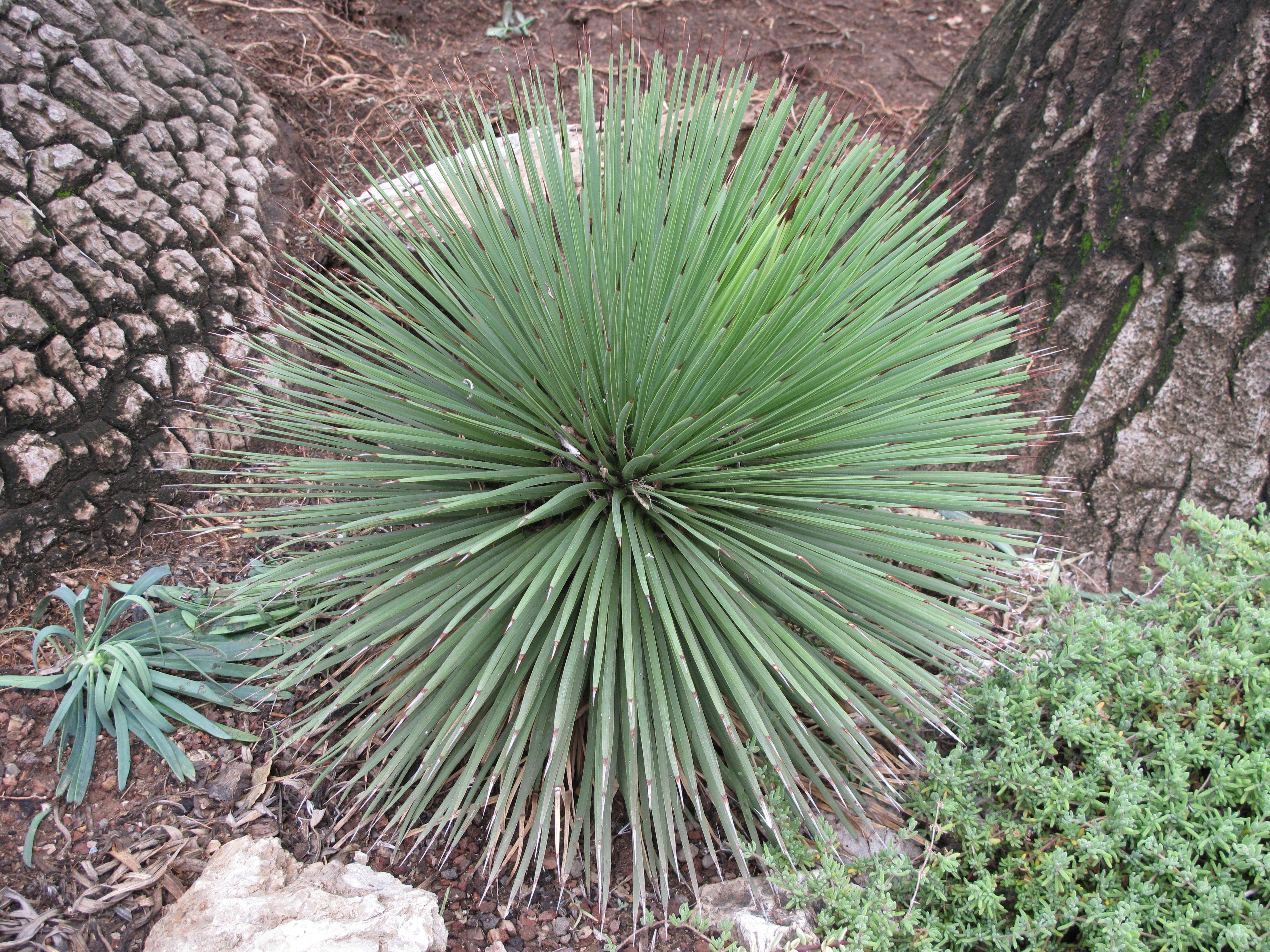
Agave stricta
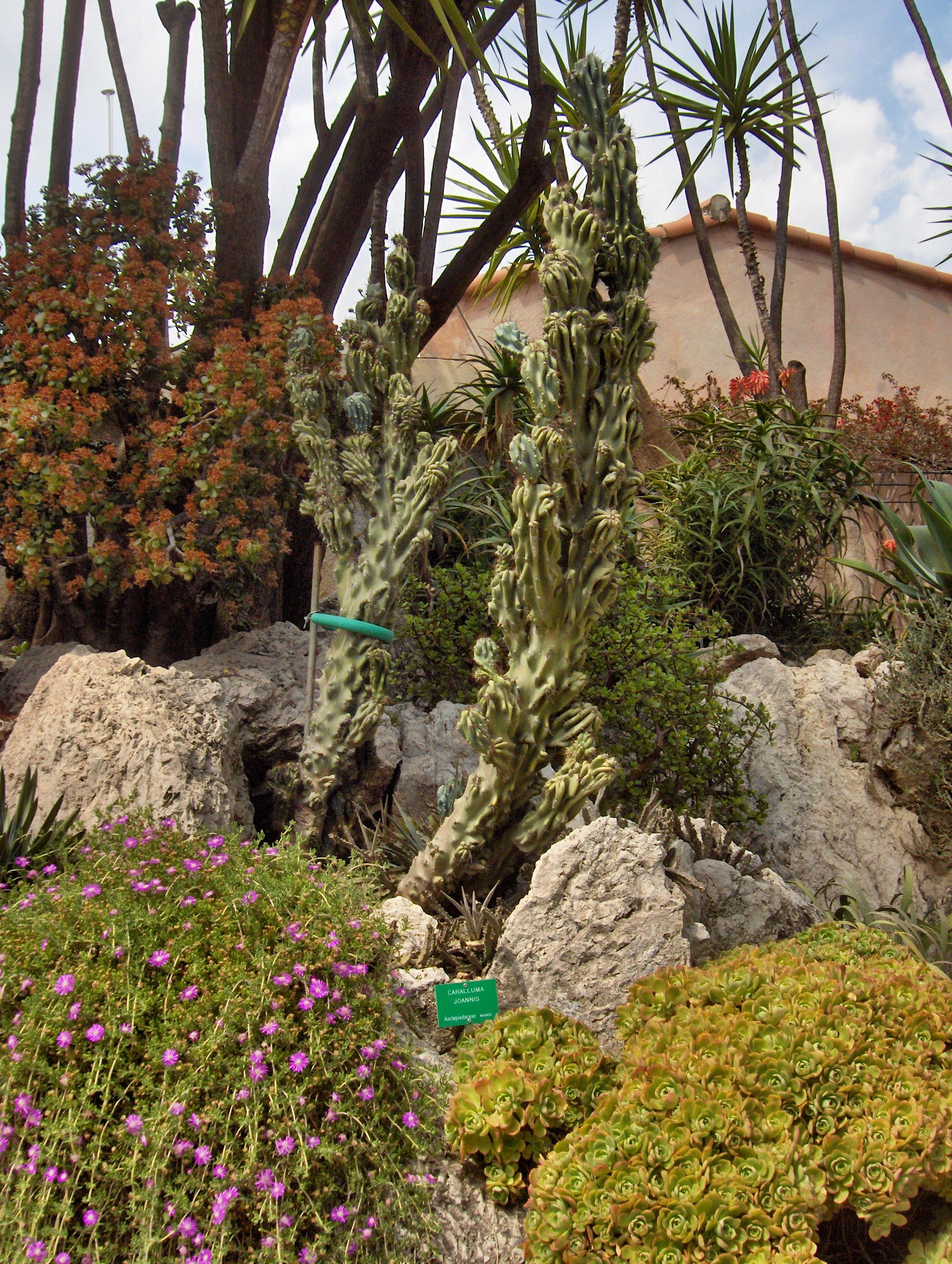
Apteranthes joannis
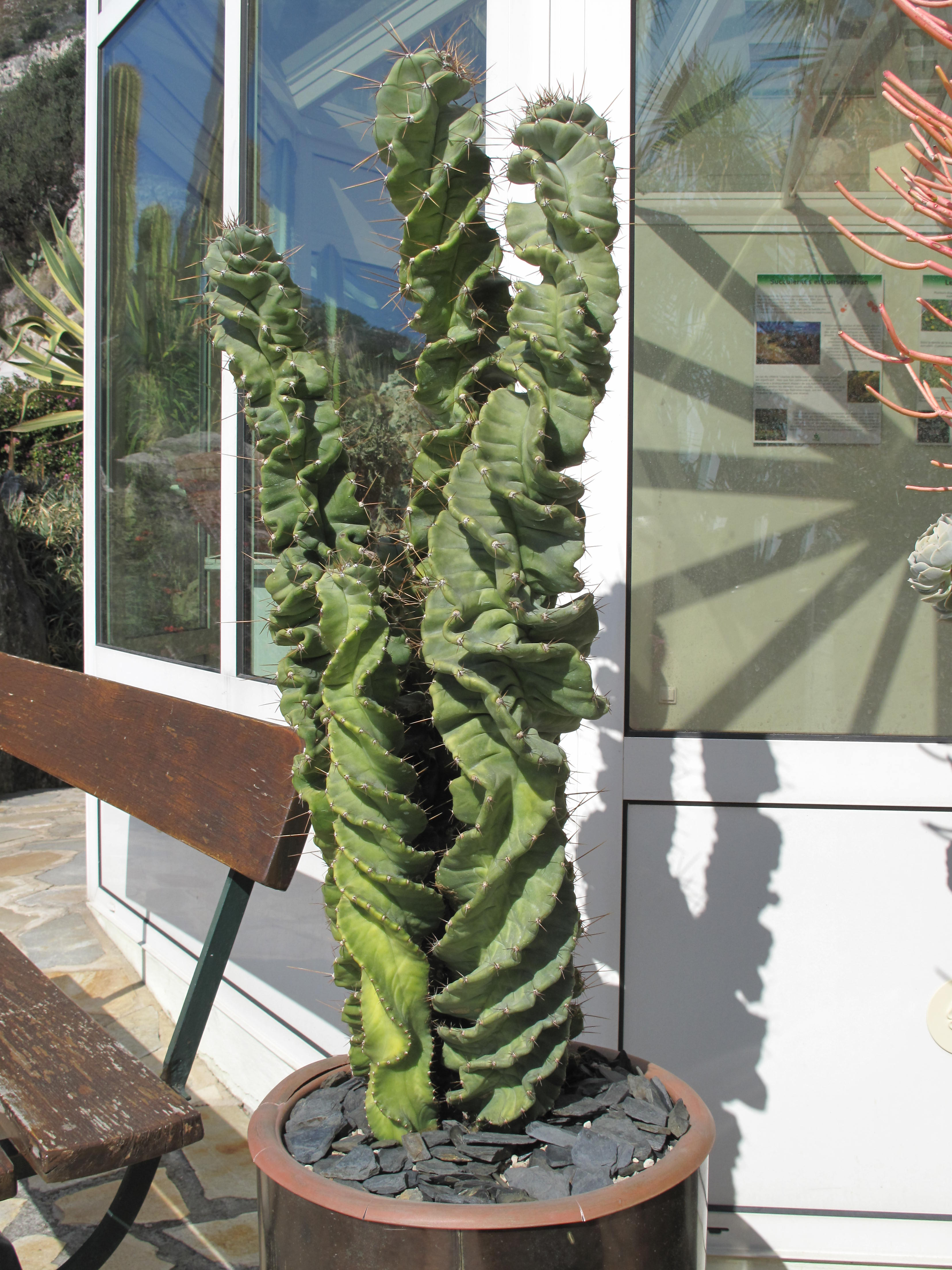
Cereus forbesii spiralis
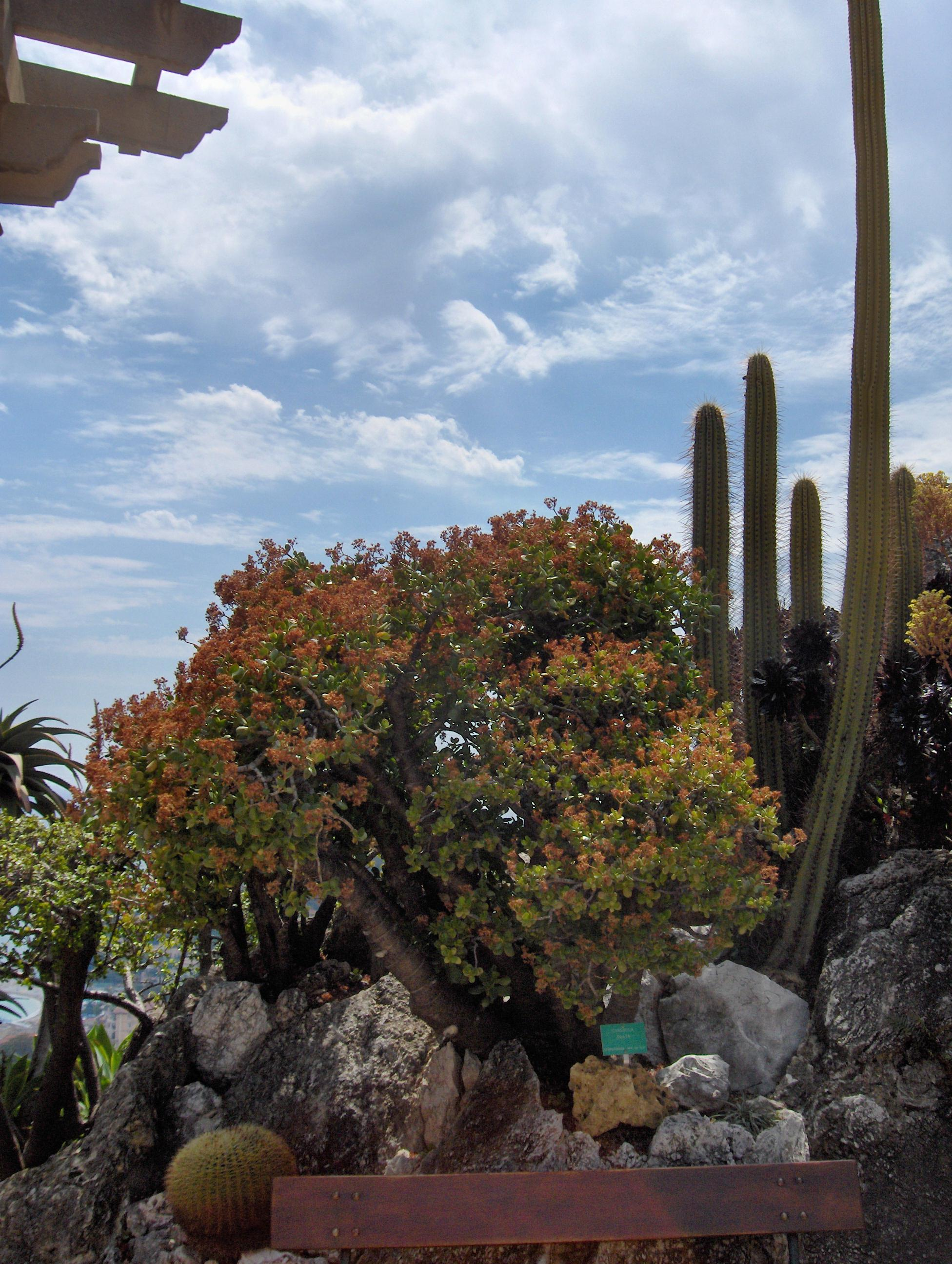
Crassula ovata
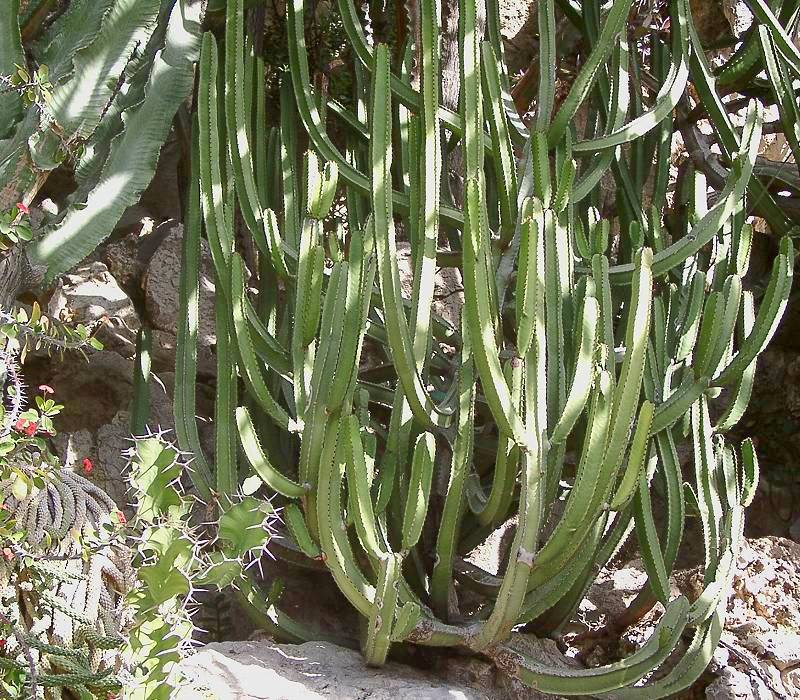
Euphorbia canariensis
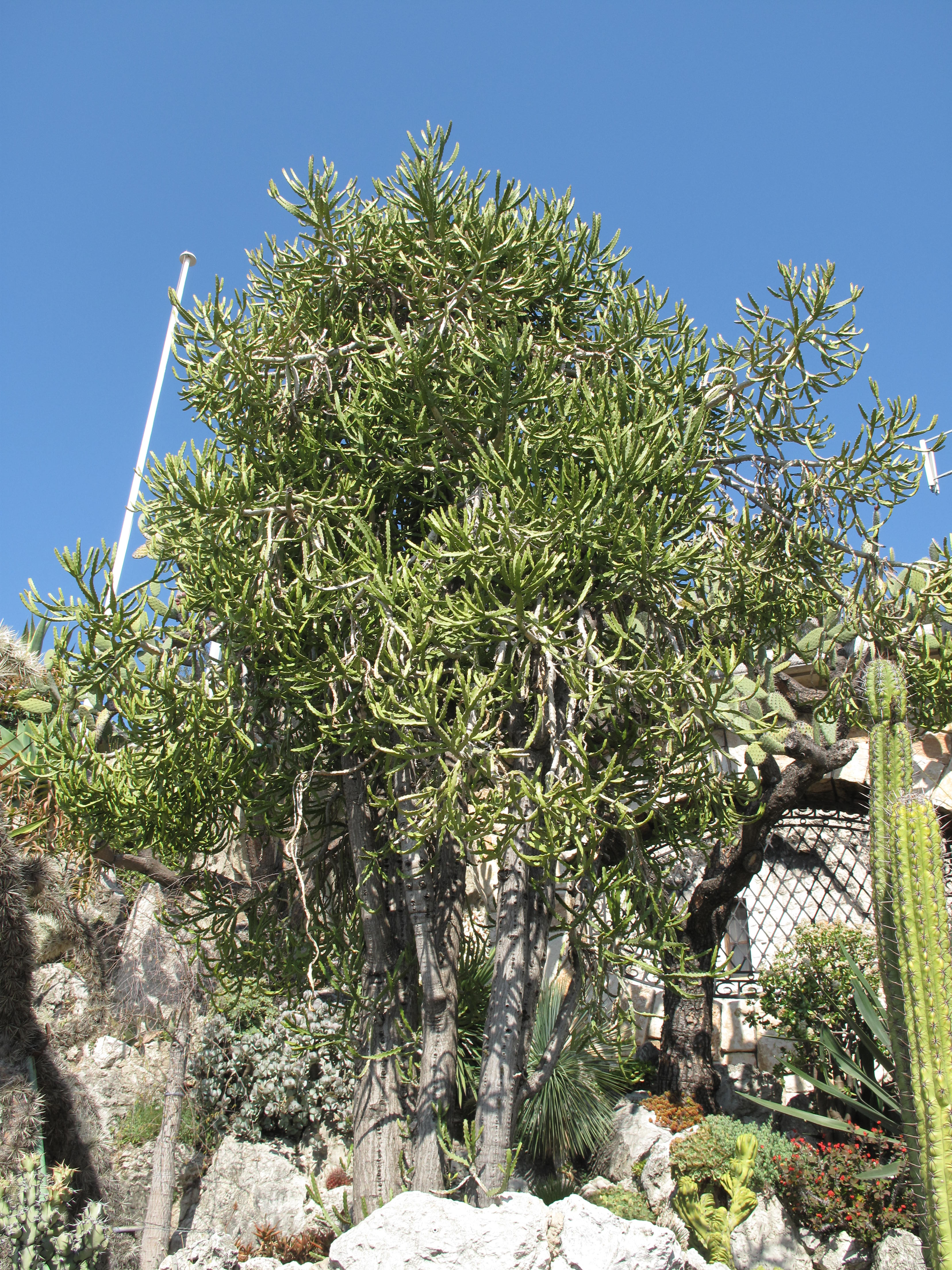
Euphorbia grandidens
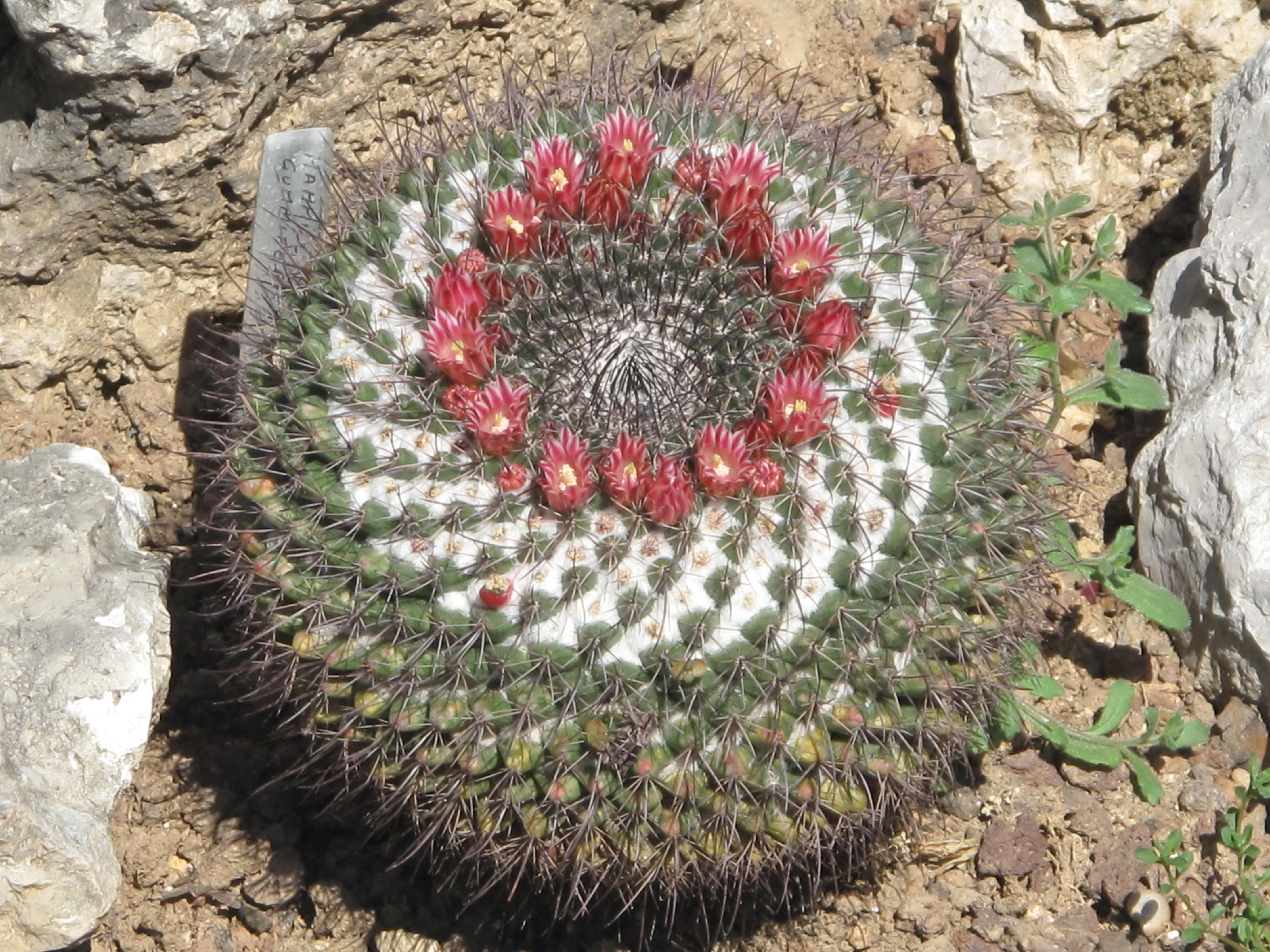
Mammillaria gummifera
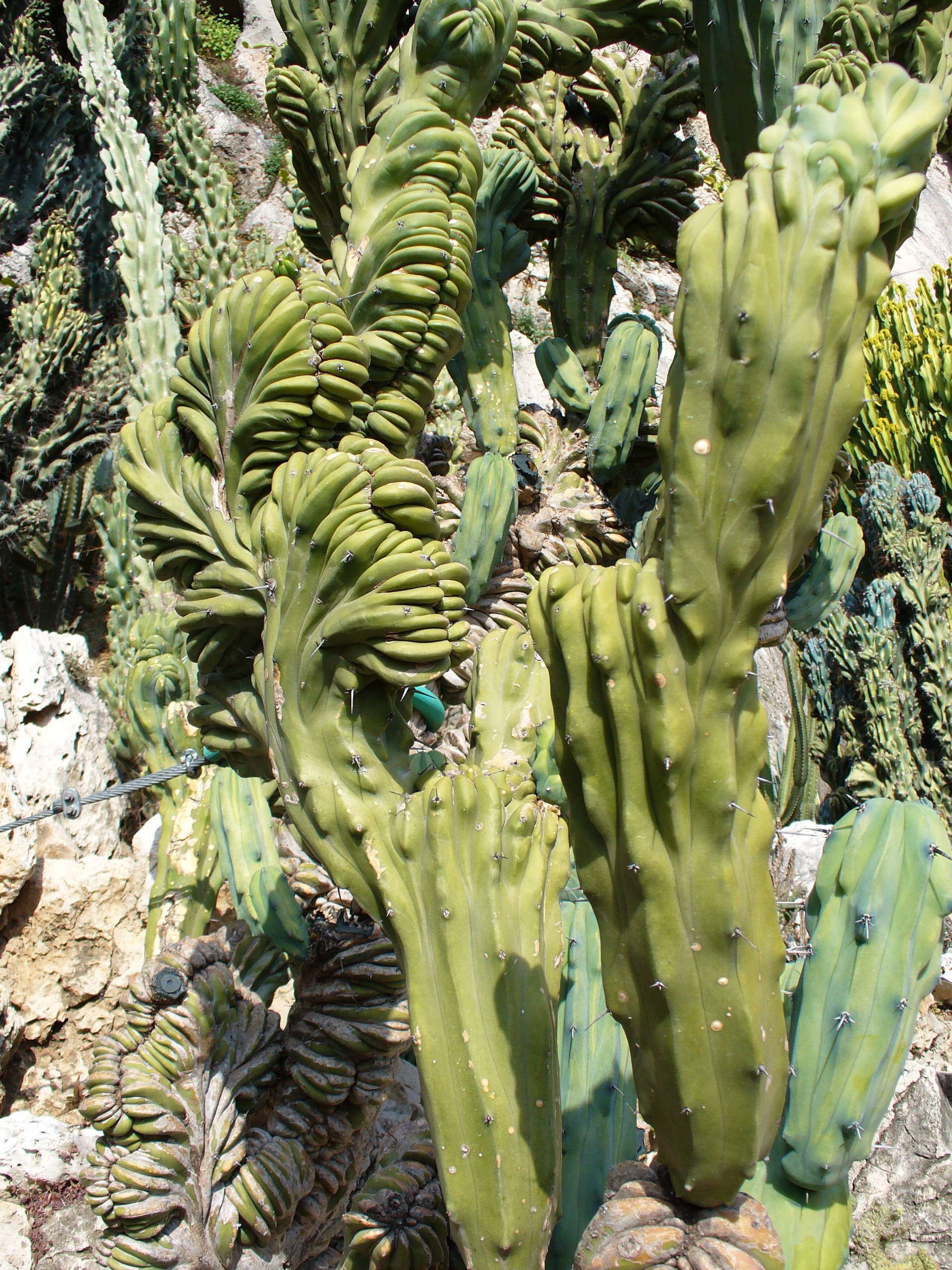
Myrtillocactus geometrizans
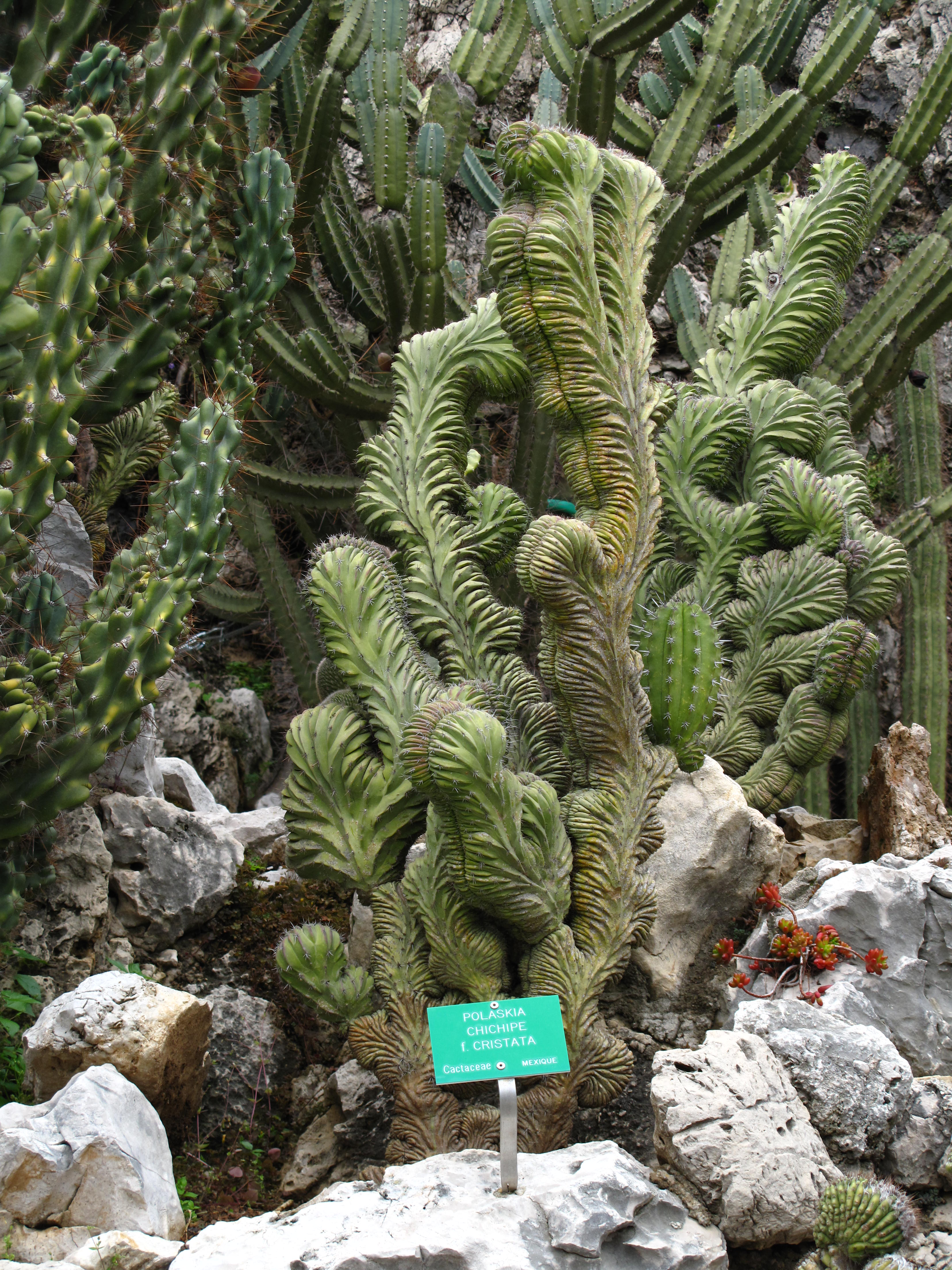
Polaskia chichipe
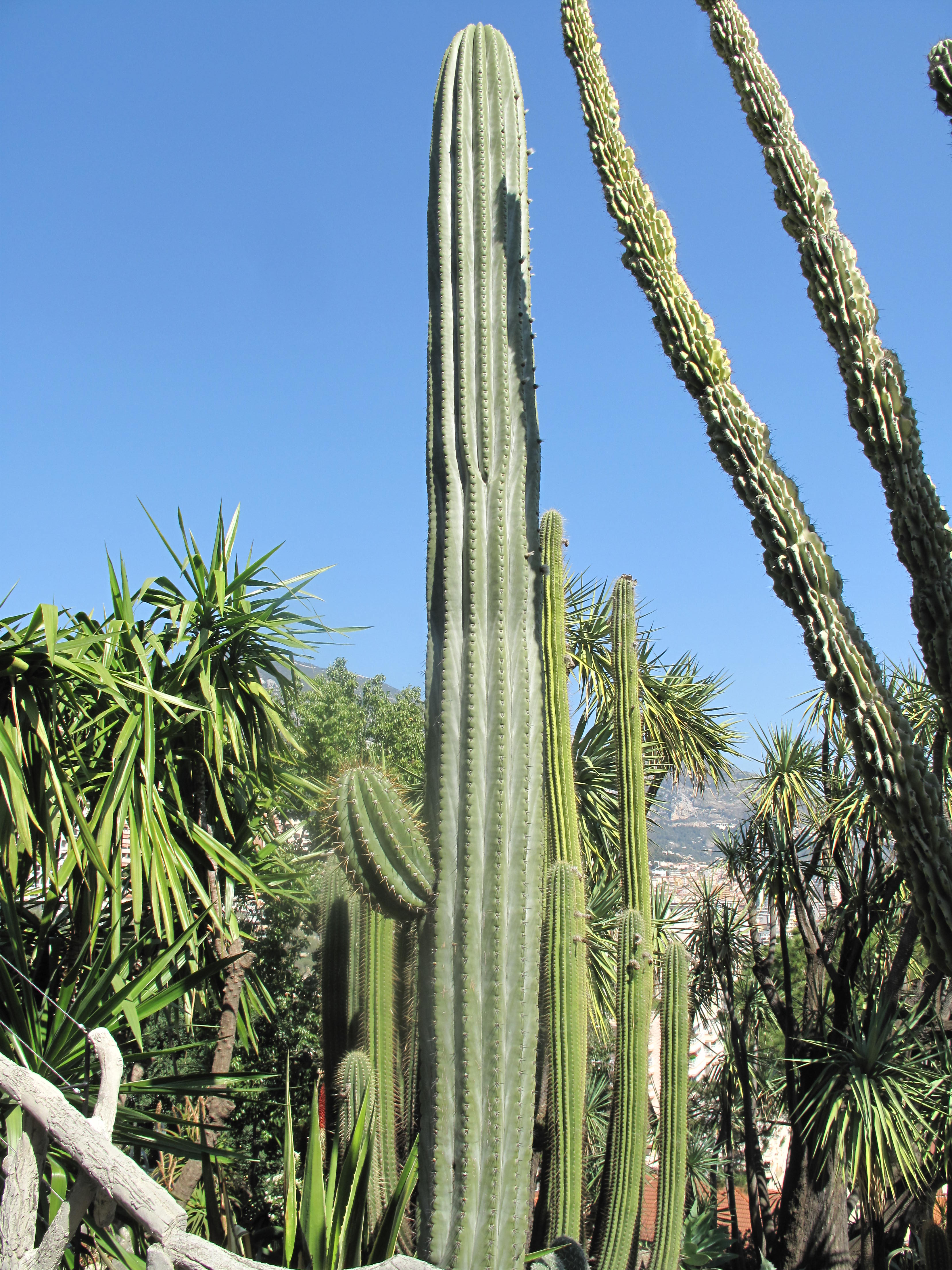
Trichocereus terscheckii